# (500639) 2012 VW1
(500639) 2012 VW1 es un asteroide que forma parte del cinturón interior de asteroides descubierto el 7 de septiembre de 2004 por el equipo del Spacewatch desde el Observatorio Nacional de Kitt Peak, Arizona, Estados Unidos.

## Designación y nombre
Designado provisionalmente como 2012 VW1. 

## Características orbitales
2012 VW1 está situado a una distancia media del Sol de 1,913 ua, pudiendo alejarse hasta 1,950 ua y acercarse hasta 1,876 ua. Su excentricidad es 0,019 y la inclinación orbital 21,98 grados. Emplea 966,760 días en completar una órbita alrededor del Sol.

## Características físicas
La magnitud absoluta de 2012 VW1 es 18,4. 